# Fairies Wear Boots
Fairies Wear Boots è l'ultimo brano presente nell'album Paranoid del gruppo hard rock britannico Black Sabbath.

## Il brano
Secondo quanto dichiarato da Tony Iommi il testo e il titolo della canzone furono suggeriti ad Ozzy Osbourne  da un incontro che ebbe in un parco: " Ozzy stava fumando all'aperto e vide delle fate che correvano in circolo e calzavano scarponi. Per quanto ne sa Tony, il titolo non deriva da uno scontro con degli Skinhead." Il bassista dei Black Sabbath ha invece dichiarato che la canzone fu ispirata dallo scontro con gli skinhead, chiamati spregiativamente 'fate'. L'intro strumentale del brano è chiamata "Jack The Stripper".
Una precedente versione del brano è presente nella raccolta The Ozzman Cometh pubblicata nel 1997 da Ozzy Osbourne. Questa versione di Fairies Wear Boots proviene da un'esibizione della band al Sunday Show sulla BBC del 26 aprile 1970.

## Formazione
- Ozzy Osbourne - voce
- Tony Iommi - chitarra
- Geezer Butler - basso
- Bill Ward - batteria

## Cover
- Il gruppo metal Phantom Blue ha eseguito una cover all'interno dell'album Prime Cuts & Glazed Donuts del 1995.
- Il gruppo metal Flotsam and Jetsam ha inserito una cover del brano nella riedizione dell'album Drift uscita nel 2008.
- I Toilet Böys, gruppo glam rock americano ha incluso il singolo nel loro EP Sinners and Saints.
- I Fozzy hanno inciso una cover della canzone per l'album del 2012 Sin and Bones.